# Japan Women's Open Tennis 2016
Il Japan Women's Open Tennis 2016 (noto anche come Hashimoto Sogyo Japan Women's Open per motivi di sponsorizzazione) è stato un torneo di tennis giocato sul cemento all'aperto. È stata l'ottava edizione del Japan Women's Open Tennis, che fa parte della categoria WTA International nell'ambito del WTA Tour 2016. Si è giocato a Tokyo, in Giappone, dal 12 al 18 settembre 2016.

## Partecipanti

### Teste di serie
| Nazionalità | Giocatore           | Ranking* | Testa di serie |
| ----------- | ------------------- | -------- | -------------- |
| Giappone    | Misaki Doi          | 32       | 1              |
| Belgio      | Yanina Wickmayer    | 38       | 2              |
| Kazakistan  | Julija Putinceva    | 42       | 3              |
| Svezia      | Johanna Larsson     | 47       | 4              |
| Stati Uniti | Madison Brengle     | 50       | 5              |
| Cina        | Zhang Shuai         | 51       | 6              |
| Stati Uniti | Christina McHale    | 55       | 7              |
| Ucraina     | Kateryna Bondarenko | 59       | 8              |

* Ranking al 29 agosto 2016.

### Altre partecipanti
Le seguenti giocatrici hanno ricevuto una wild card:
- Misa Eguchi
- Eri Hozumi
- Risa Ozaki

Le seguenti giocatrici sono passate dalle qualificazioni:

- Jang Su-jeong
- Miyu Katō
- Rebecca Peterson
- Erika Sema

La seguente giocatrice è entrata in tabellone come lucky loser:
- Antonia Lottner

## Campionesse

### Singolare
Christina McHale ha sconfitto in finale  Kateřina Siniaková con il punteggio di 3-6, 6-4, 6-4.
- È il primo titolo in carriera per McHale.

### Doppio
Shūko Aoyama /  Makoto Ninomiya hanno sconfitto in finale  Jocelyn Rae /  Anna Smith con il punteggio di 6-3, 6-3.